# Sidicinos
Los sidicinos (griego antiguo Σιδικῖνοι, sidicini,) fueron un pueblo de Italia, vecinos de los samnitas y de los campanios, que tenían por capital Teano. Se extendieron hacia el norte hasta el valle del río Liris, dominando hasta la región de Fregellae, que después pasó a los volscos. Estrabón dice que era un pueblo osco extinguido (las monedas de Teano tienen inscripciones en osco). Fueron aliados de las ciudades campanias (al sur) y de los ausonios y auruncos (al oeste). 
Son mencionados por primera vez en la historia en el año 343 a. C., en que fueron atacados por los samnitas y pidieron ayuda a la polis griega de Cumas y a otras ciudades de Campania, las cuales enviaron un ejército que fue derrotado. Entonces Cumas solicitó la intervención de Roma, que desencadenó la  primera guerra samnita.
La paz de 341 a. C. dejó libres a los samnitas para hacer la guerra a los sidicinos. Estos pidieron ayuda a la Liga Latina; en realidad los sidicinos tuvieron que auxiliar a los latinos en la gran guerra latina (340 a. C.-338 a. C.) al final de la cual aún conservaban su independencia. A continuación comenzó la guerra contra los auruncos. Fueron derrotados y los sidicinos ocuparon la capital de los auruncos, que fueron expulsados hacia Sessa Aurunca. Los sidicinos fueron aliados en esta guerra de los ausonios de Cales. Los romanos defendieron a los auruncos y derrotaron  a los sidicinos y ausonios. Cales fue ocupada y en 332 a. C. el territorio de los sidicinos fue ocupado, pero Teano, su capital, resistió. El resultado final del conflicto no se conoce, pero se supone que en 297 a. C. estaban ya bajo dominio romano, como aliados (socii), puesto que en dicho año tuvo lugar un ataque a los samnitas por parte de fuerzas romanas desde su territorio.